# گوئیژو ماوتای
گوئیژو ماوتای (به چینی: 貴州茅台酒股份有限公司) شرکت دولتی صنایع غذایی چینی است، که در زمینه تولید و فروش شراب، انواع نوشیدنی، نوشیدنی‌های الکلی و مواد غذایی، همچنین ارائه خدمات بسته‌بندی فعالیت می‌کند.
شرکت گوئیژو ماوتای در سال ۱۹۹۹ تأسیس شد. دفتر مرکزی این شرکت در شهر گوئیژو قرار دارد و بخشی از سهام آن در بازار بورس شانگهای معامله می‌شود.